# Picoides
Picoides is een geslacht van vogels uit de familie spechten (Picidae).

## Soorten
Het geslacht kent drie soorten:
- Picoides arcticus – Zwartrugspecht
- Picoides dorsalis – Amerikaanse drieteenspecht
- Picoides tridactylus – Drieteenspecht